# Varisella
Varisella és un comune (municipi) de la ciutat metropolitana de Torí, a la regió italiana del Piemont, situat a uns 25 quilòmetres al nord-oest de Torí. A 1 de gener de 2019 la seva població era de 830 habitants.
Varisella limita amb els següents municipis: Fiano, La Cassa, Val della Torre, Vallo Torinese, Viù i Givoletto.